# 洛布科韋
47°31′22″N 35°26′23″E / 47.52278°N 35.43972°E
洛布科韋（烏克蘭語：Лобкове）是位於烏克蘭東南部的村莊，由扎波羅熱州瓦西里夫卡區斯泰普諾希爾斯克市鎮負責管轄。該村處於揚切克拉克河右岸，始建於1892年，距離卡姆揚斯凱1.5公里，面積11.07平方公里，海拔高度38米，2001年人口99。2025年4月2日，俄罗斯占领洛布科韦。